# شورین (آلمان)
شورین (به آلمانی: Chorin) یک شهر  در آلمان است که در بارنیم واقع شده‌است. شورین ۲٬۵۳۰ نفر جمعیت دارد.